# NAPQI
NAPQI, también conocido como NAPBQI o N -acetil- p -benzoquinona imina, es un subproducto tóxico producido durante el metabolismo xenobiótico del analgésico paracetamol. Normalmente se produce solo en pequeñas cantidades y luego se inactiva casi inmediatamente en el hígado. Sin embargo, en el caso de una sobredosis de paracetamol, causa daño severo al hígado. Esto se hace evidente 3 a 4 días después de la ingestión, puede provocar la muerte por insuficiencia hepática fulminante varios días después de la sobredosis y requiere trasplante hepático. 
Paracetamol se encuentra en más de 100 preparados farmacológicos; es la principal causa de insuficiencia hepática que requiere trasplante.[cita requerida]

## Metabolismo

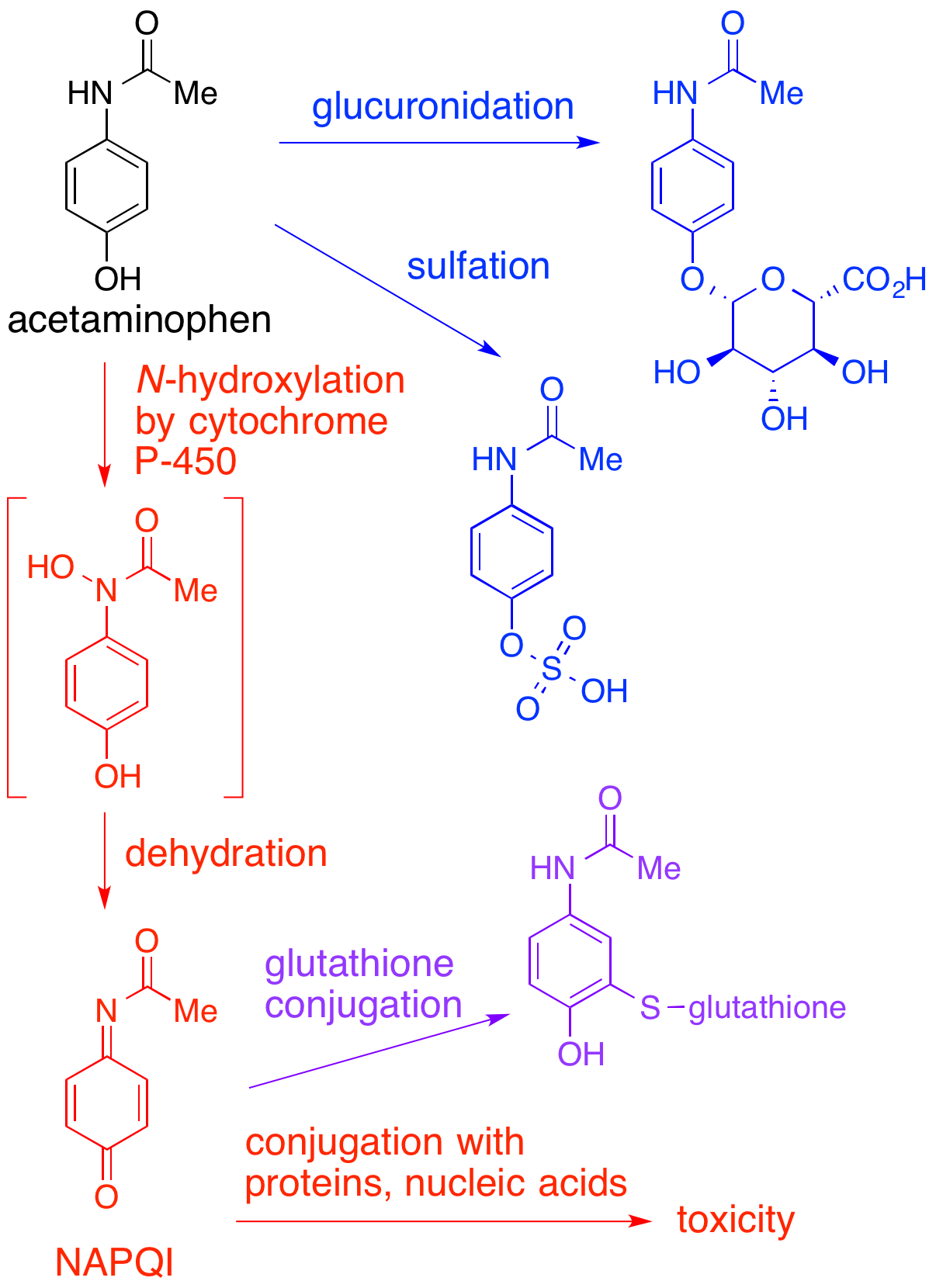
Metabolismo de paracetamol. Las vías que se muestran en azul y morado conducen a metabolitos no tóxicos; la vía en rojo conduce a NAPQI, que es tóxico si no está conjugado con glutatión.

En adultos, la principal ruta metabólica del paracetamol es la glucuronidación. Esto produce un metabolito relativamente no tóxico, que se excreta en la bilis y se elimina del cuerpo. Una pequeña cantidad del fármaco se metaboliza a través de la vía del citocromo P-450 (para ser específicos, CYP3A4 y CYP2E1) en NAPQI, que es extremadamente tóxico para el tejido hepático, además de ser un fuerte oxidante bioquímico. En un adulto promedio, solo se produce una pequeña cantidad (aproximadamente el 10 % de una dosis terapéutica de paracetamol) de NAPQI, que se inactiva por conjugación con glutatión (GSH). La cantidad de NAPQI producida difiere en ciertas poblaciones.[cita requerida]
La dosis mínima a la que el paracetamol causa toxicidad suele ser de 7,5 a 10 g en una persona promedio. La dosis letal suele estar entre 10 gramos a 15 gramos.[cita requerida]. La ingesta simultánea de alcohol reduce significativamente estos umbrales. Los alcohólicos crónicos pueden ser más susceptibles a los efectos adversos debido a la reducción de los niveles de glutatión.  Otras poblaciones pueden experimentar efectos en dosis más bajas o más altas según las diferencias en la actividad de la enzima P-450 y otros factores que afectan la cantidad de NAPQI producido. En general, sin embargo, la principal preocupación es la sobredosis de paracetamol accidental o intencional.
Cuando se ingiere una dosis tóxica de paracetamol, la vía normal de los glucurónidos se satura y se producen grandes cantidades de NAPQI. Las reservas hepáticas de glutatión se agotan por conjugación con este exceso de NAPQI. El mecanismo por el cual resulta la toxicidad es complejo, pero se cree que implica la reacción entre NAPQI no conjugado y proteínas críticas, así como una mayor susceptibilidad al estrés oxidativo causado por el agotamiento del glutatión. El glutatión se conjuga con NAPQI y ayuda a desintoxicarlo. En esta capacidad, protege los grupos tiol de la proteína celular, que de otro modo se modificarían covalentemente; cuando se ha gastado todo el GSH, NAPQI comienza a reaccionar con las proteínas celulares, matando las células en el proceso.
El pronóstico es bueno para las sobredosis de paracetamol si el tratamiento se inicia hasta 8 horas después de haber tomado el fármaco. El tratamiento preferido para una sobredosis de este analgésico es la administración de N -acetil- L -cisteína (ya sea por vía oral o intravenosa), que es procesada por las células a L -cisteína y utilizada en la síntesis de novo de GSH.La mayoría de los hospitales almacenan el antídoto (acetilcisteína), que repone el suministro de glutatión del hígado, lo que permite que el NAPQI se metabolice de manera segura. Sin la administración temprana del antídoto, se produce insuficiencia hepática fulminante, a menudo en combinación con insuficiencia renal, y la muerte generalmente se produce en varios días o lleva a requerir trasplante hepático.